# Église Saint-Martin de Lugaignac
Pour les articles homonymes, voir Église Saint-Martin.
L'église Saint-Martin est une église catholique située dans la commune de Lugaignac, dans le département de la Gironde, en France.

## Localisation
L'église Saint-Martin se trouve au bourg de Lugaignac, au sud de Branne, entre les routes départementales D122 et D19.

## Historique
| - Le bénitier - La nef |

La construction de cette petite église (20 m sur 6 m) date de la fin du XIIe siècle. Elle se compose d'une nef unique de trois travées, couverte d'une voûte en berceau brisé. L'édifice est terminé à l'est par un chœur carré et une abside à pans, couverte d'une voûte en cul-de-four.
Les murs de la nef ont été renforcés par des contreforts au XVIIe siècle et deux chapelles sur le flanc nord et un porche occidental ont été construits. L'église, dans son clocher-mur, conserve une cloche datée du 21 mars 1557.
À l'intérieur, la chaire à prêcher, en pierre, date de l'époque de la Contre-Réforme, soit la fin du XVIe siècle et le bénitier date du XIIe siècle. Il est orné d'une série d'arcatures ; pendent des « grappes de raisin » ou des « pommes de pin », symboles de la Vie éternelle.
Le portail aligne douze colonnes avec chapiteaux. L’ébrasement sud a des corbeilles lisses.
L’ébrasement nord est d'origine : des corbeilles à feuilles d'eau et à motifs géométriques, sommées de tailloirs qui alternent plusieurs rangs de dents de scie.
Sur la double colonne, se trouvent les restes de l'unique sculpture figurée, mais elle est très abîmée.
Le chevet a conservé des modillons d'origine en très bon état, une panoplie instructive, décrite en détail ci-dessous.

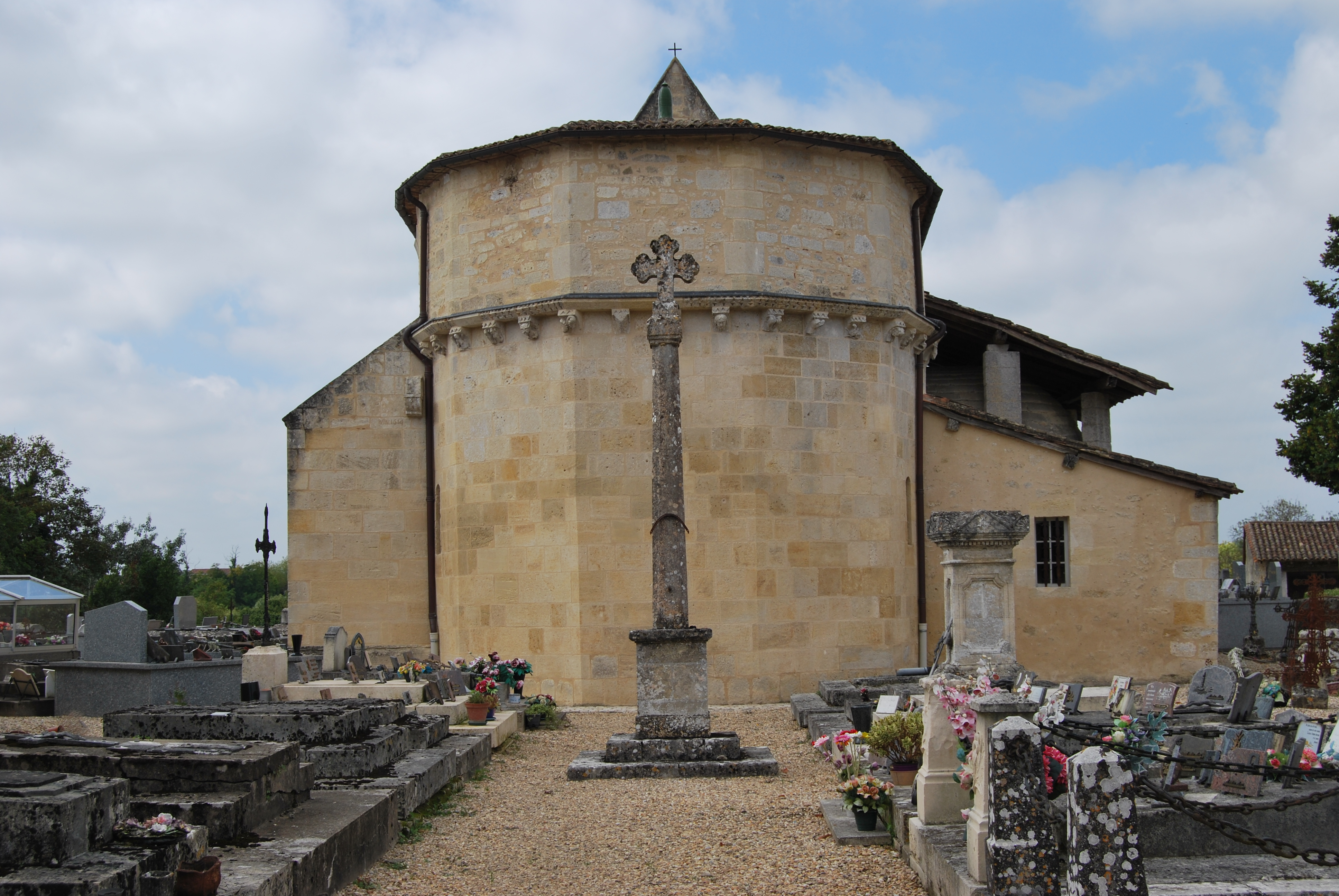
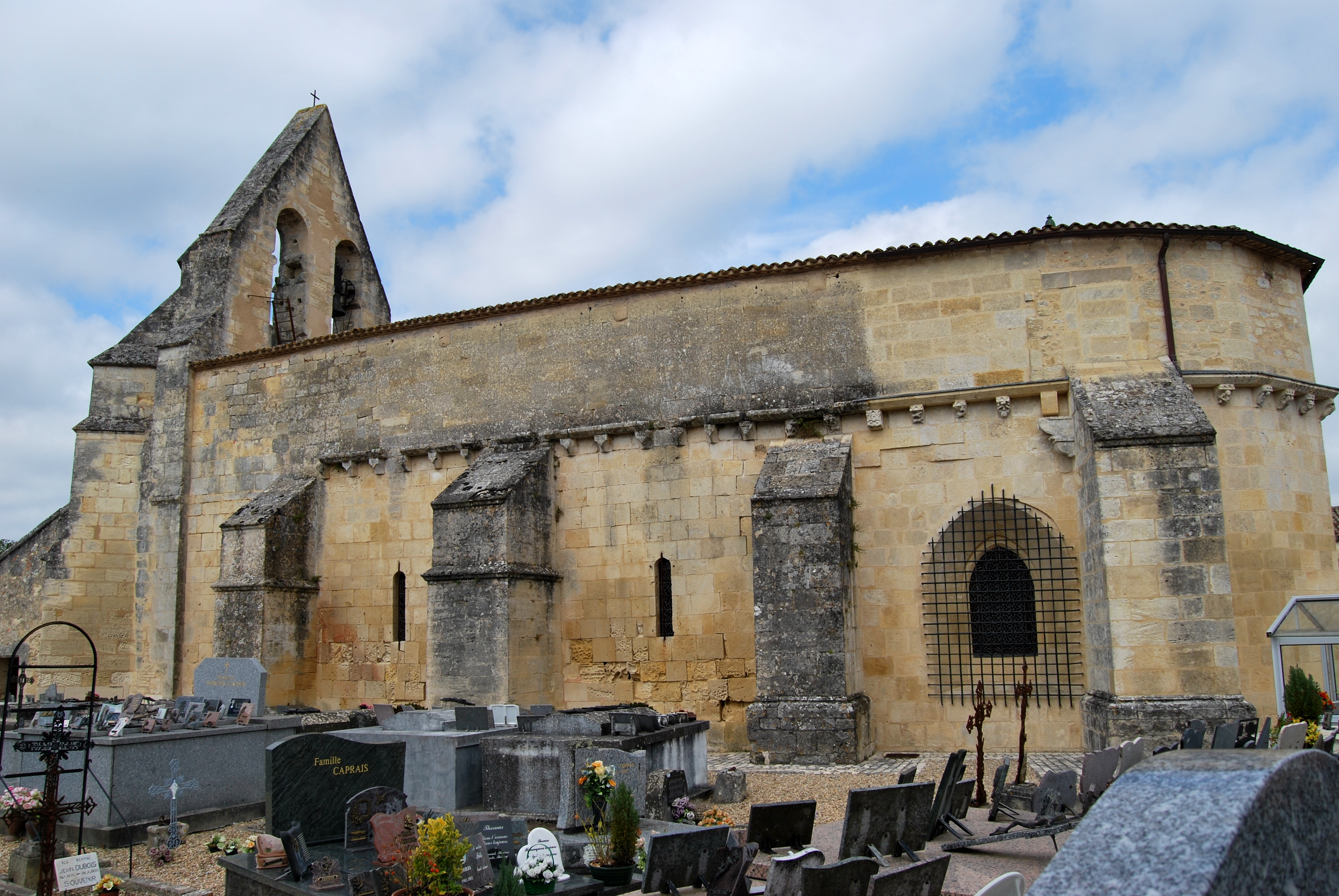
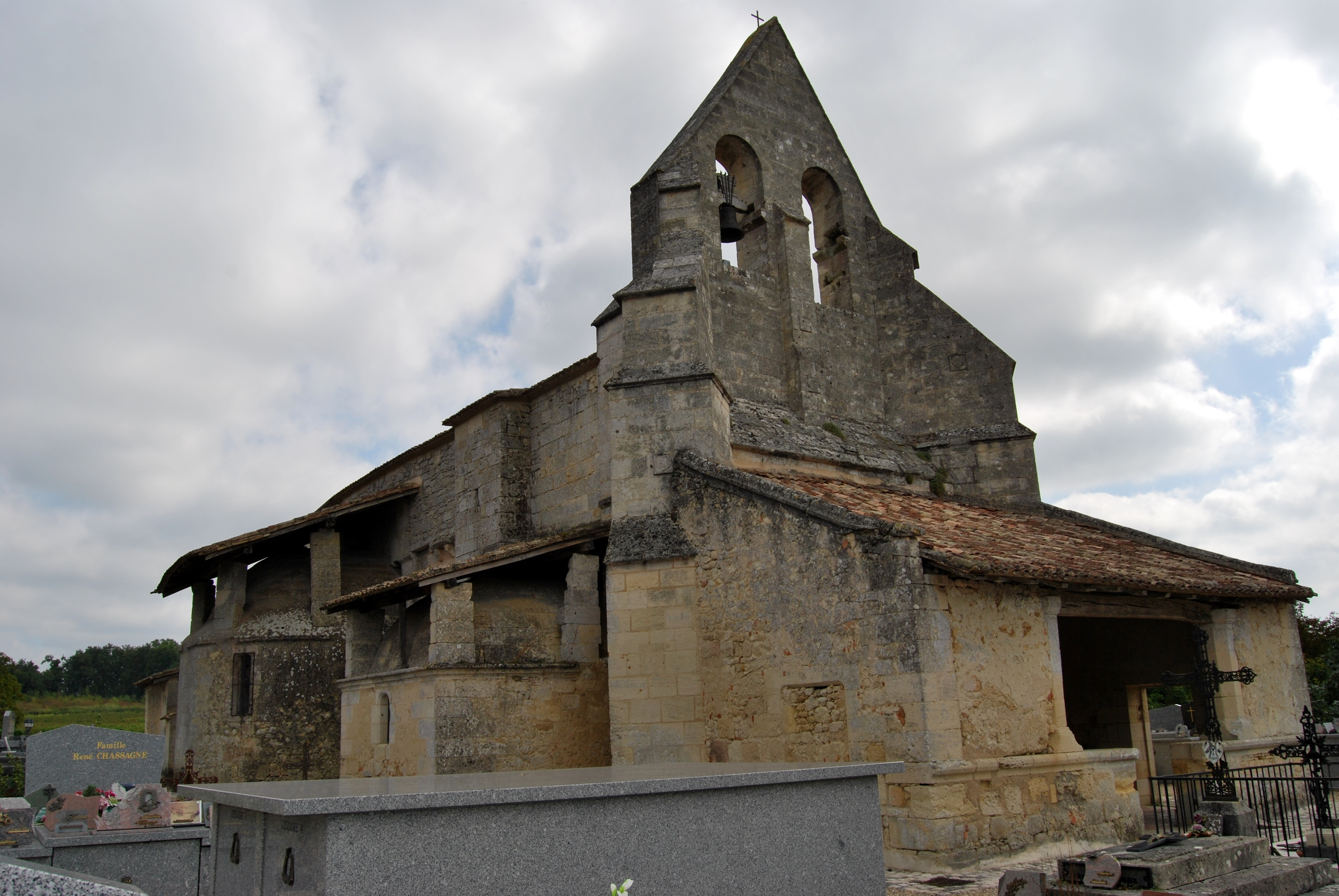
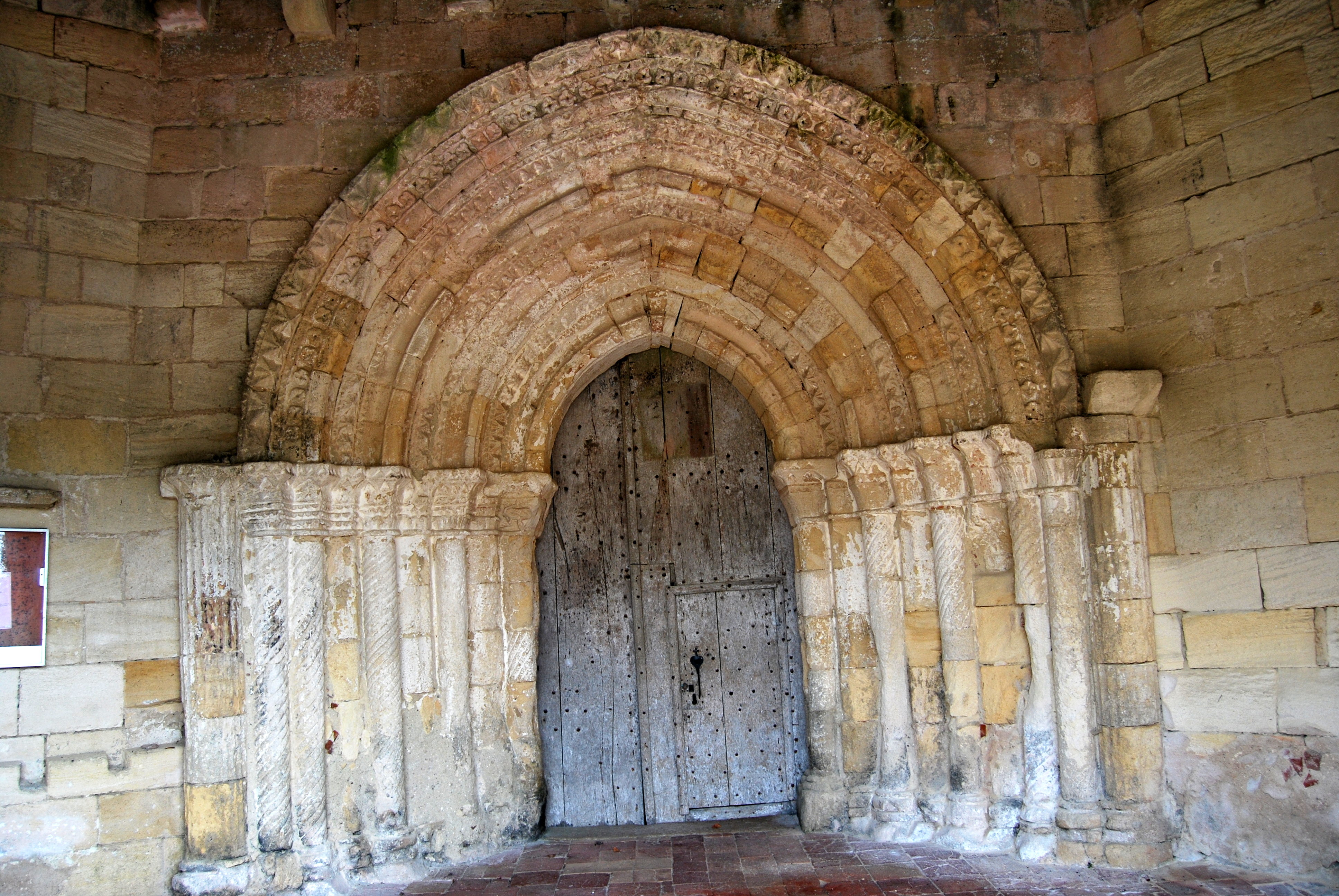

L'édifice a été inscrit au titre des monuments historiques en totalité par arrêté du 24 décembre 1925.

## Les modillons
Le terme modillon désigne un support ornemental placé en saillie au faîte des murs afin de soutenir une corniche. l'ornement peut être géométrique ou figuratif. Les figures peuvent être des animaux familiers, des animaux mythologiques, des monstres démoniaques ou des humains. De plus, les figures humaines peuvent représenter des activités telles que : jouer d'un instrument de musique, exercer une activité de labeur ou une activité résolument sexuelle, ces représentions étant, à nos yeux, fort surprenantes sur le chevet d'une église. Les modillons de ce dernier type sont souvent désignés comme « obscènes » ou « impudiques ». Ils sont très fréquents sur les églises romanes de France, d'Angleterre, d'Irlande et d'Espagne.
Le clergé avait le contrôle total de l'iconographie dans les églises depuis le deuxième concile de Nicée en 787. S'il y a des sculptures « zoomorphes », « grotesques », « impudiques », etc., c'est parce que le clergé le voulait bien. Il y a donc une raison.
La représentation des animaux dans l'art médiéval occidental étant très bien codifiée dans les bestiaires, il n'est donc pas surprenant que l'on trouve quasiment les mêmes thèmes et animaux dans la décoration des églises romanes partout en Europe.
Les péchés charnels sont aussi les mêmes partout et il est donc naturel que l'illustration pour les dénoncer soit quasi identique dans le monde roman. Cependant, la similarité de certains modillons de l'Espagne avec ceux d’Irlande, par exemple, laisse supposer qu'il existait aussi des « bestiaires des péchés ».
L'illustration et la dénonciation de ces péchés « normaux » ou « quotidiens », sans beaucoup de symbolique pour une population inculte, tels que nudité, exhibitionnisme (féminin et masculin), masturbation, homosexualité, relations sexuelles homme-femme « interdites », « lascivité », femme tentatrice de l'homme, etc. représentent un « sermon en pierre ».
Les modillons de l'église Saint-Martin illustrent presque tous les cas de figures.

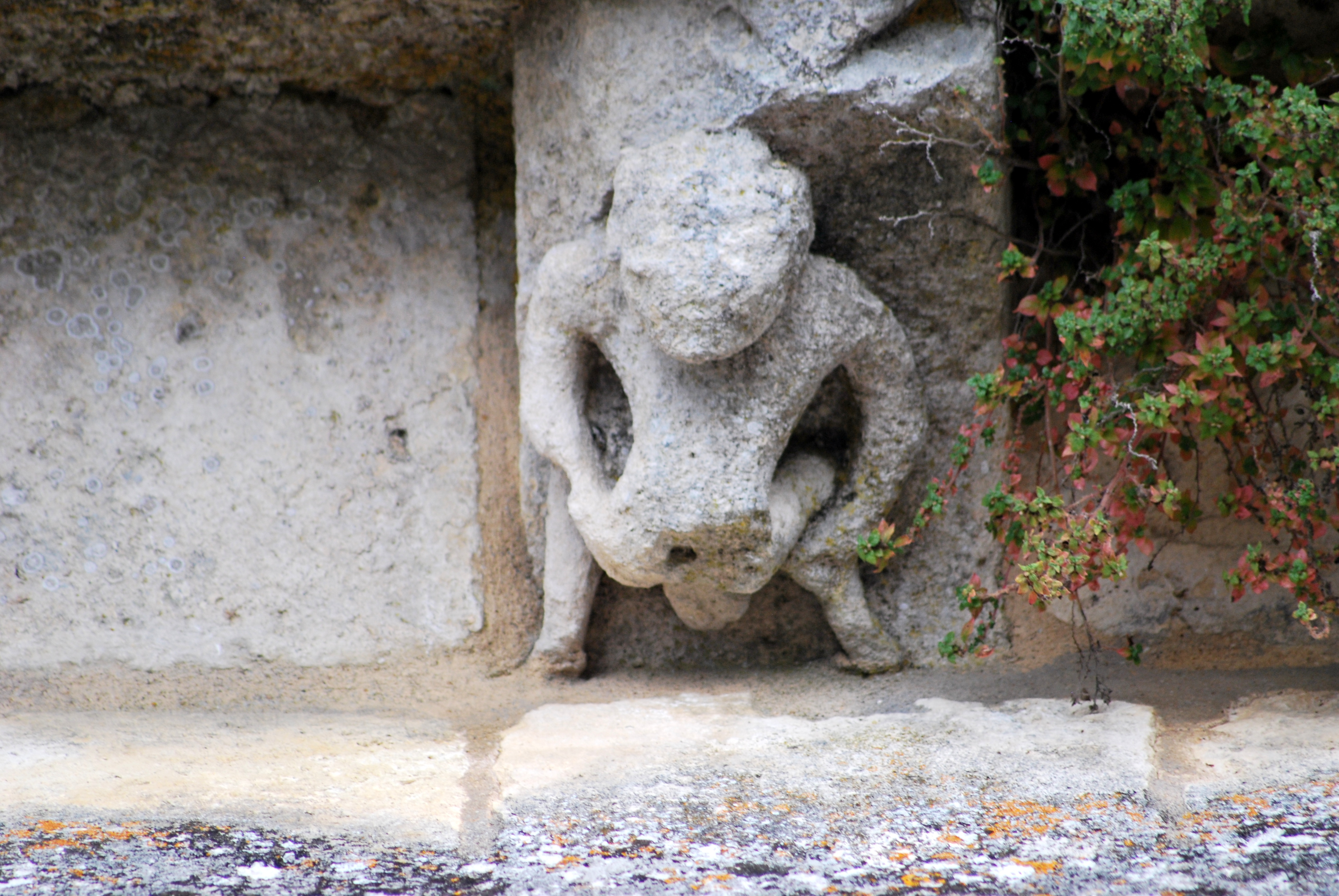
Exhibitionniste anal
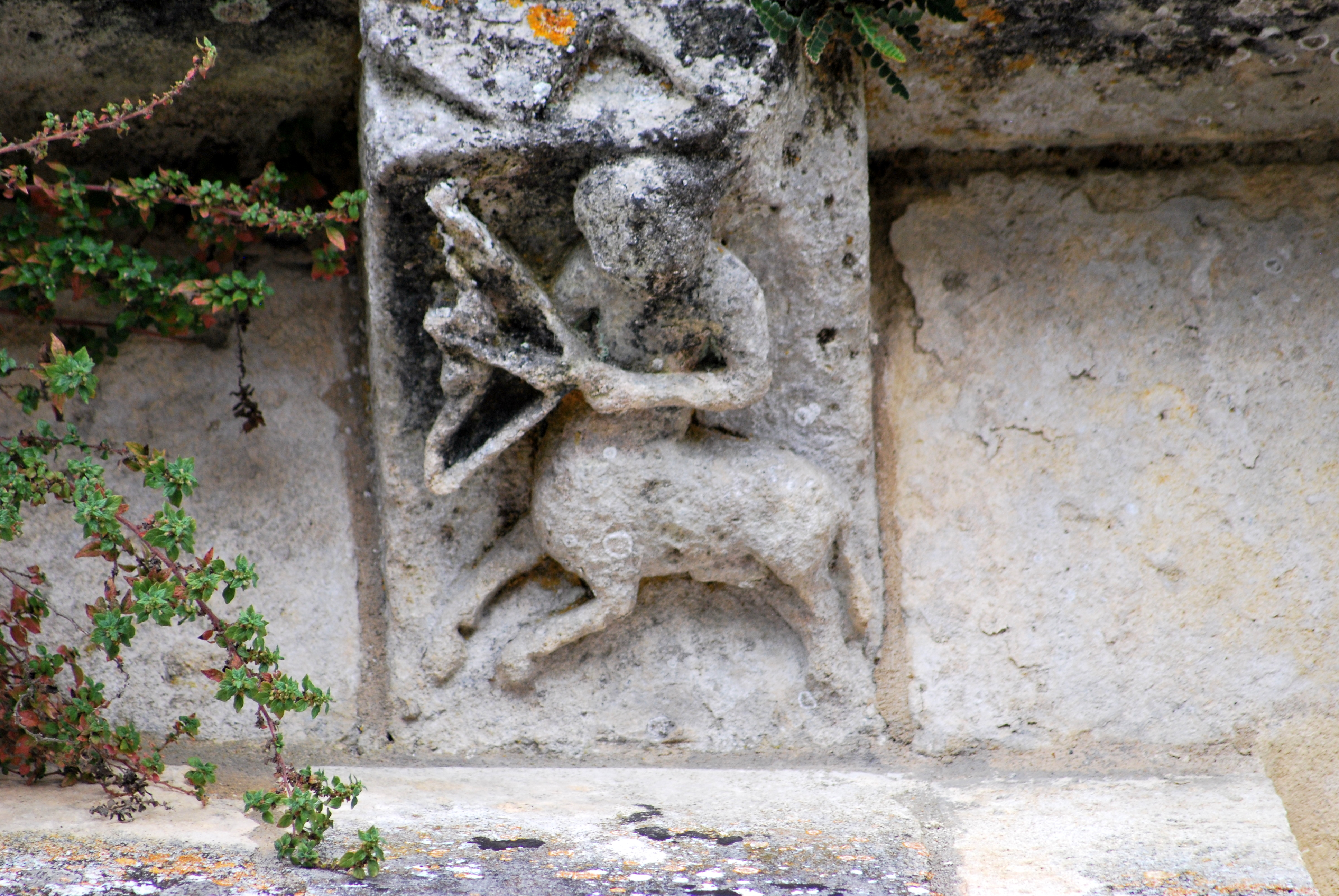
Le centaure
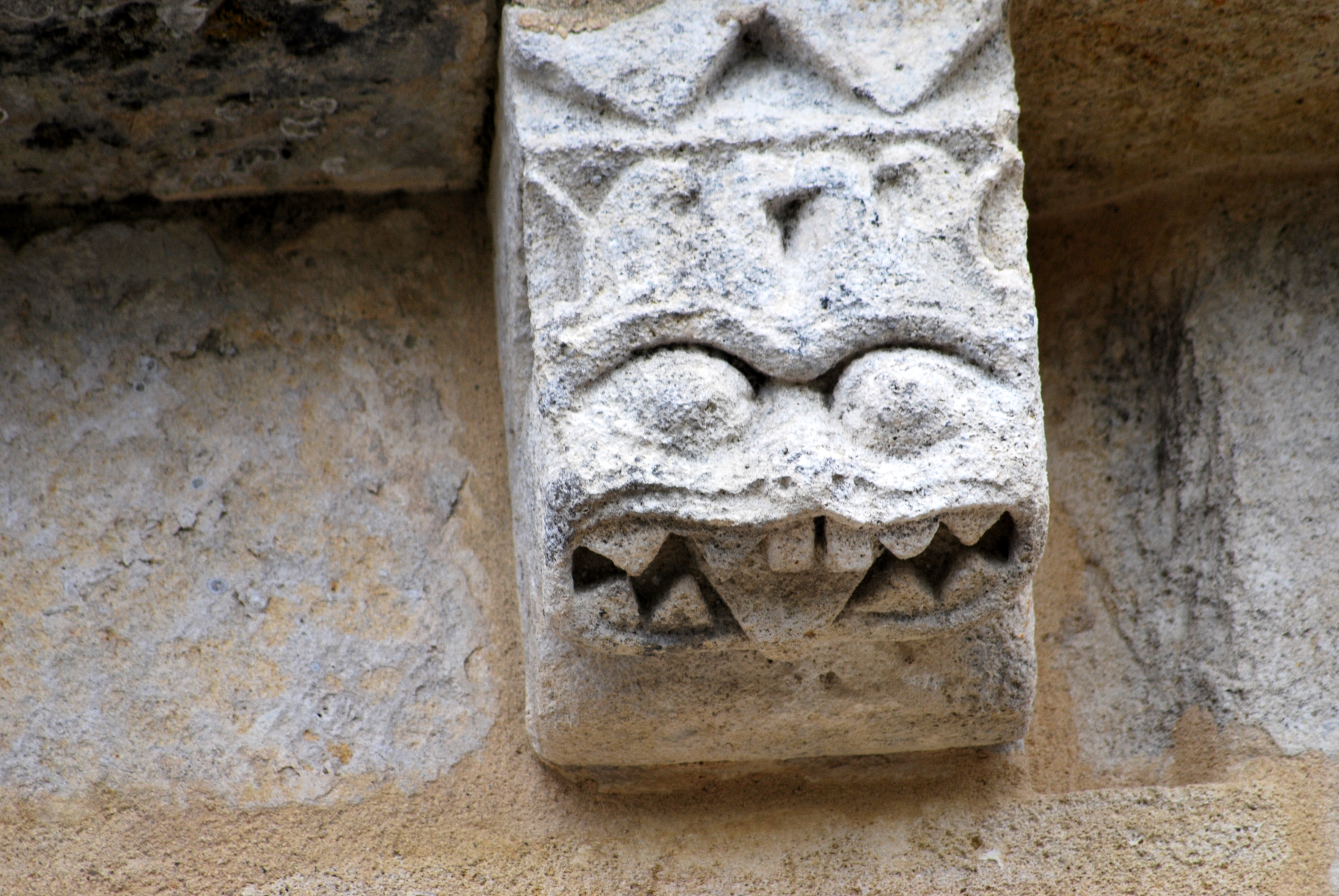
Tête démoniaque
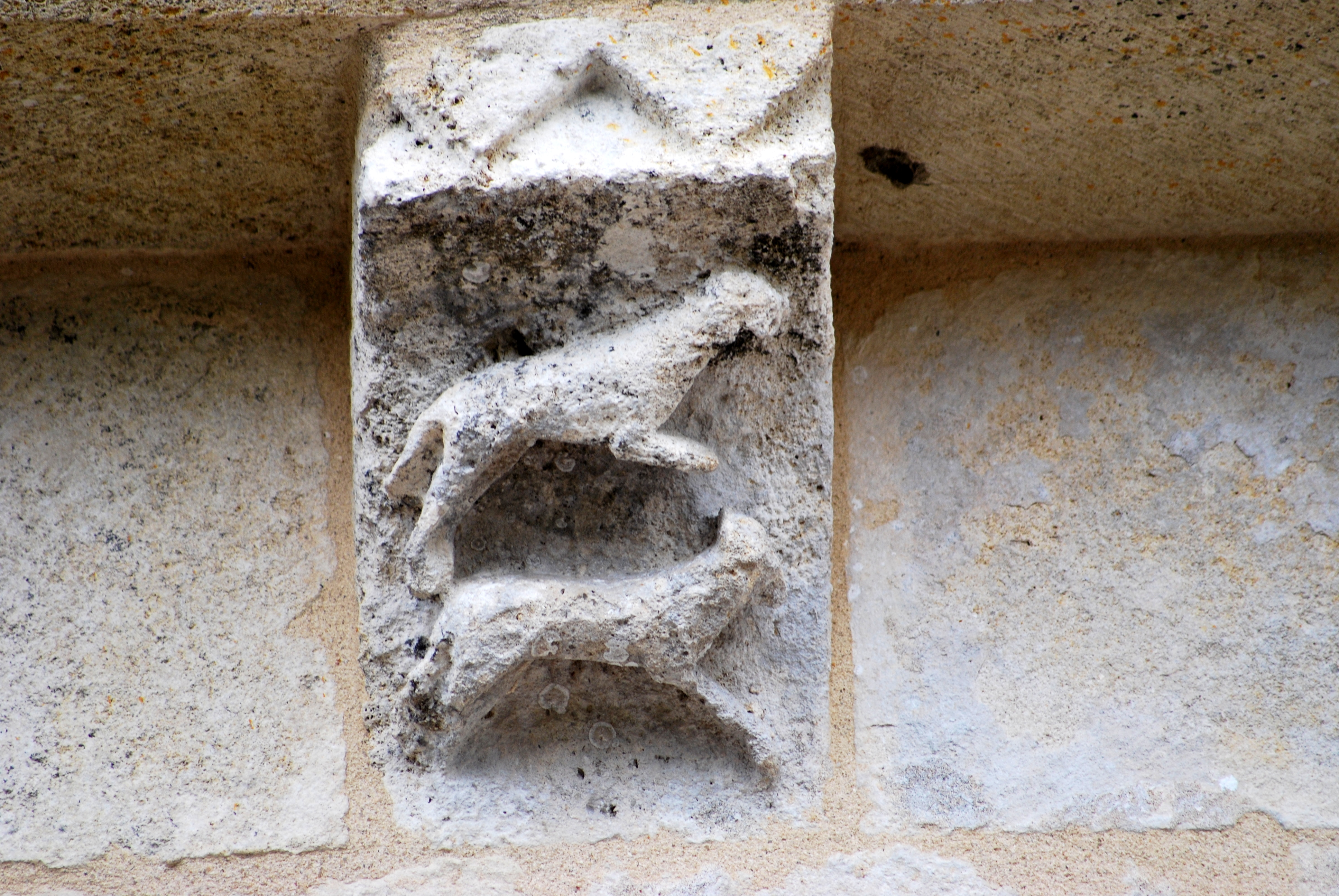
Deux chiens
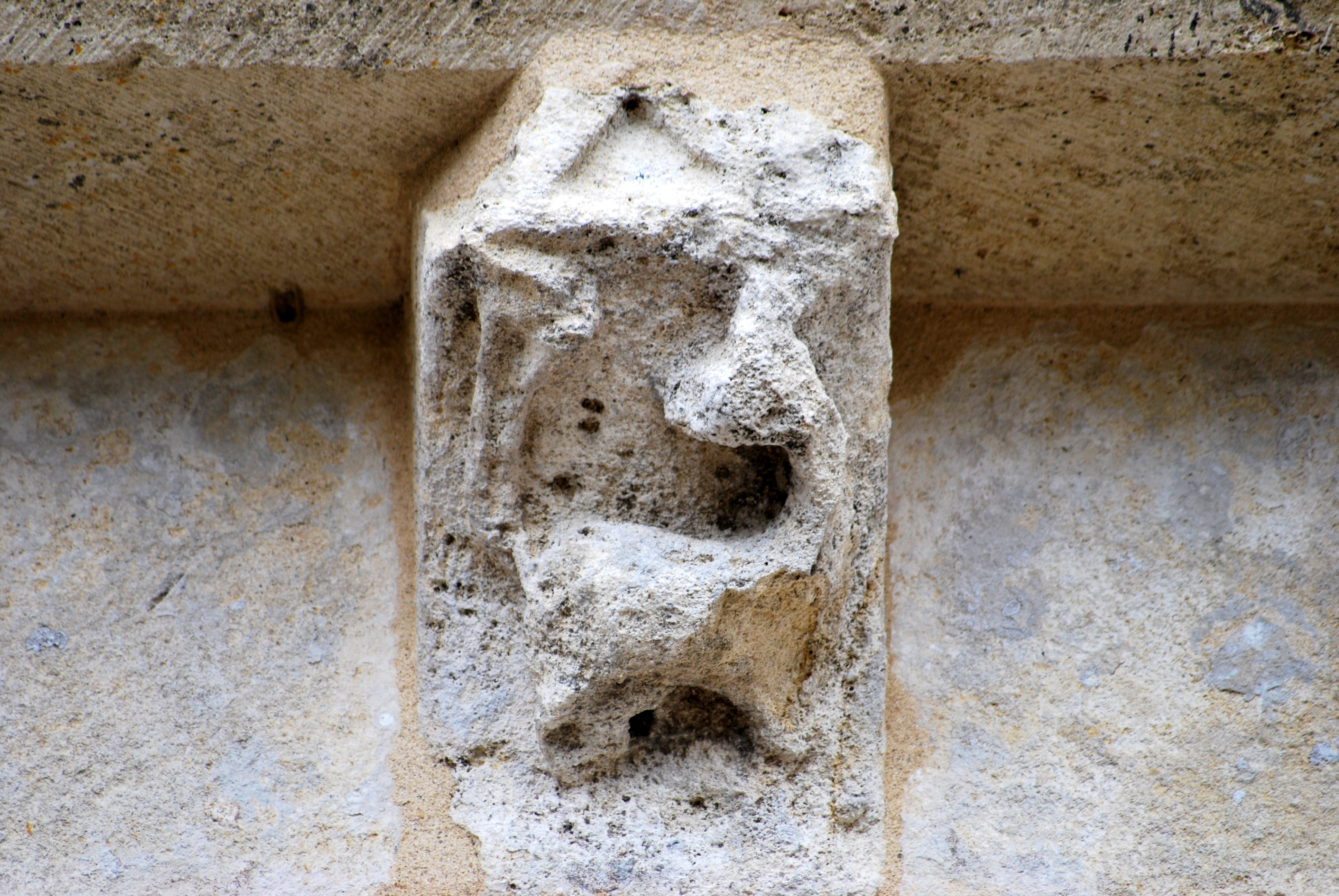
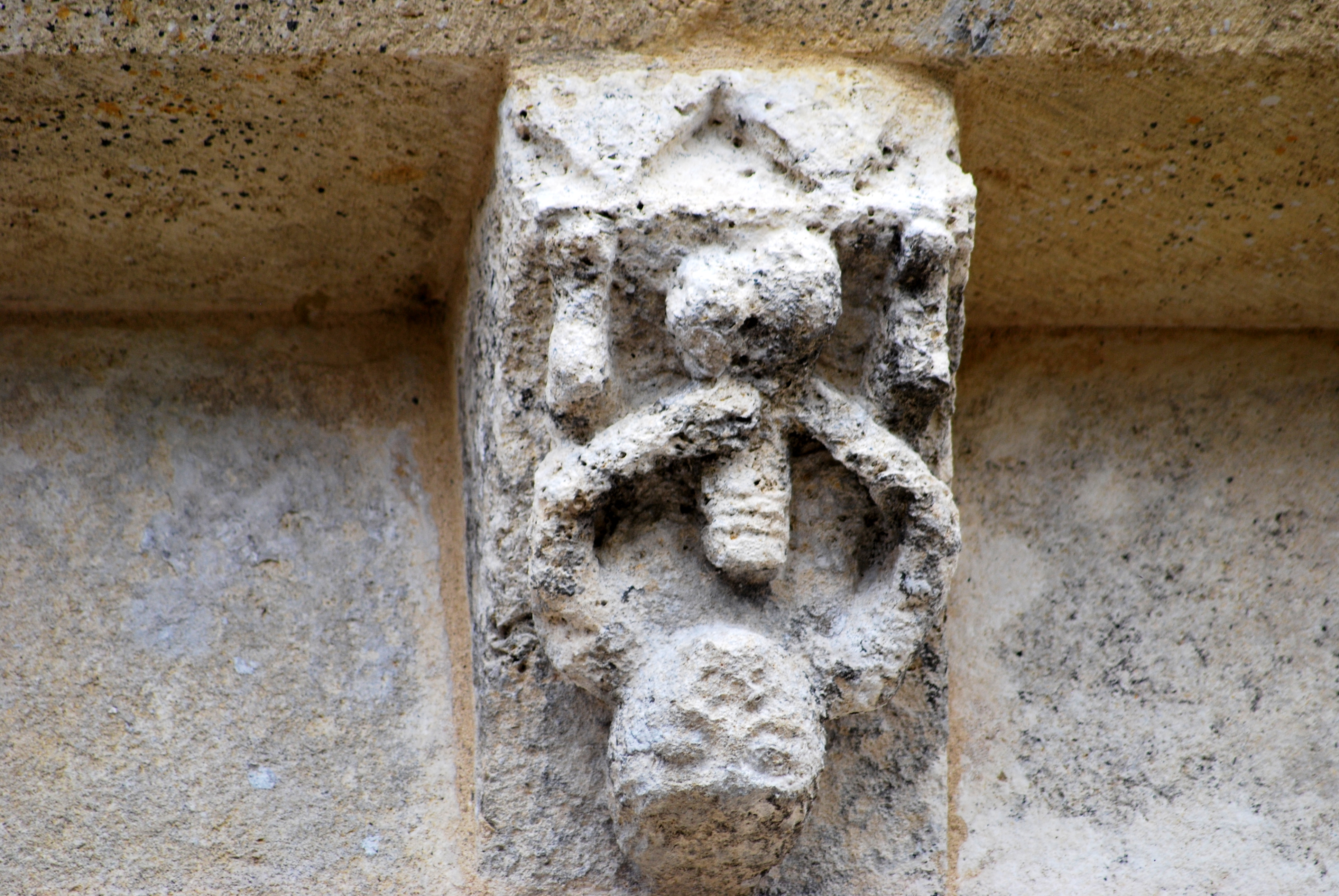
La masturbation
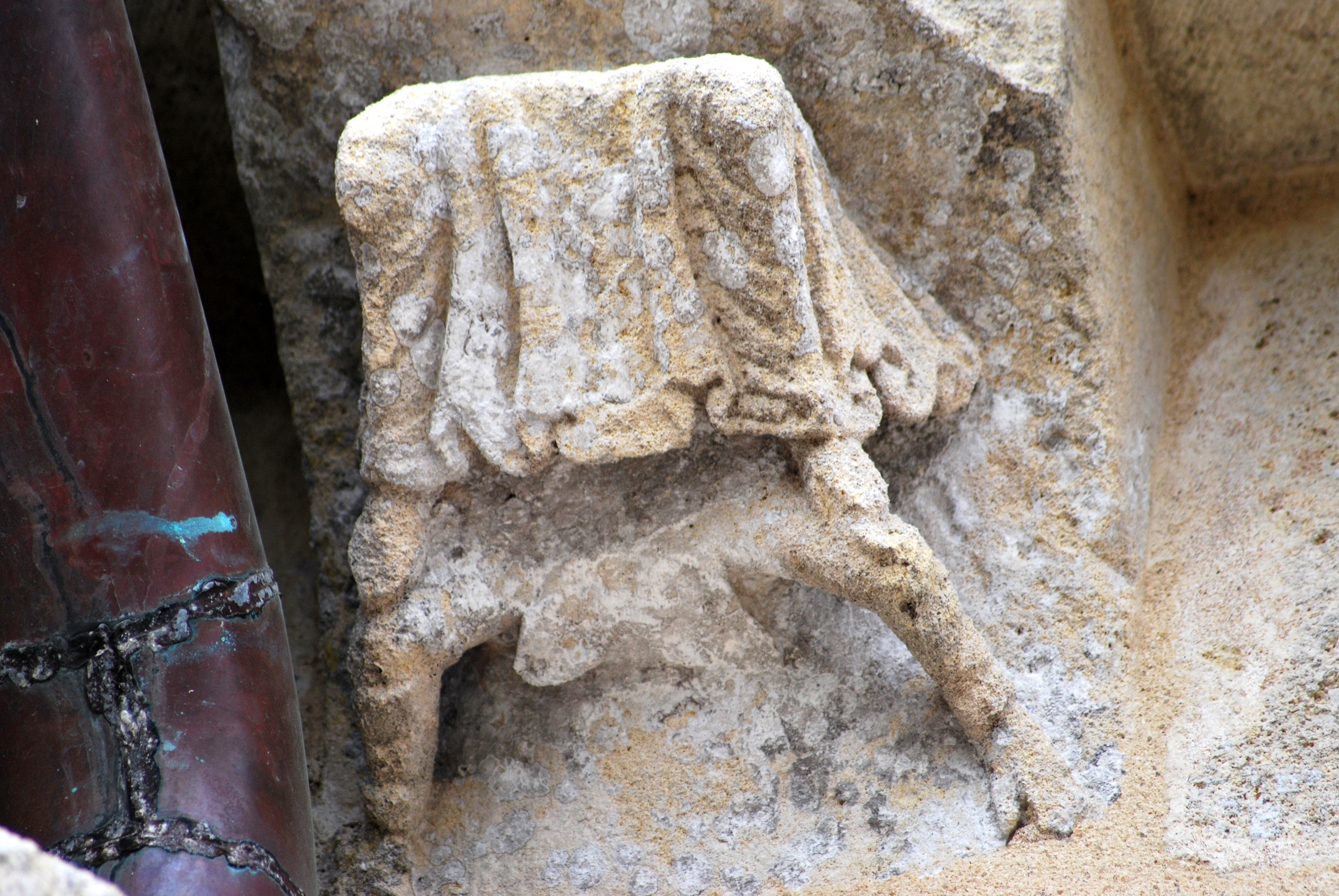
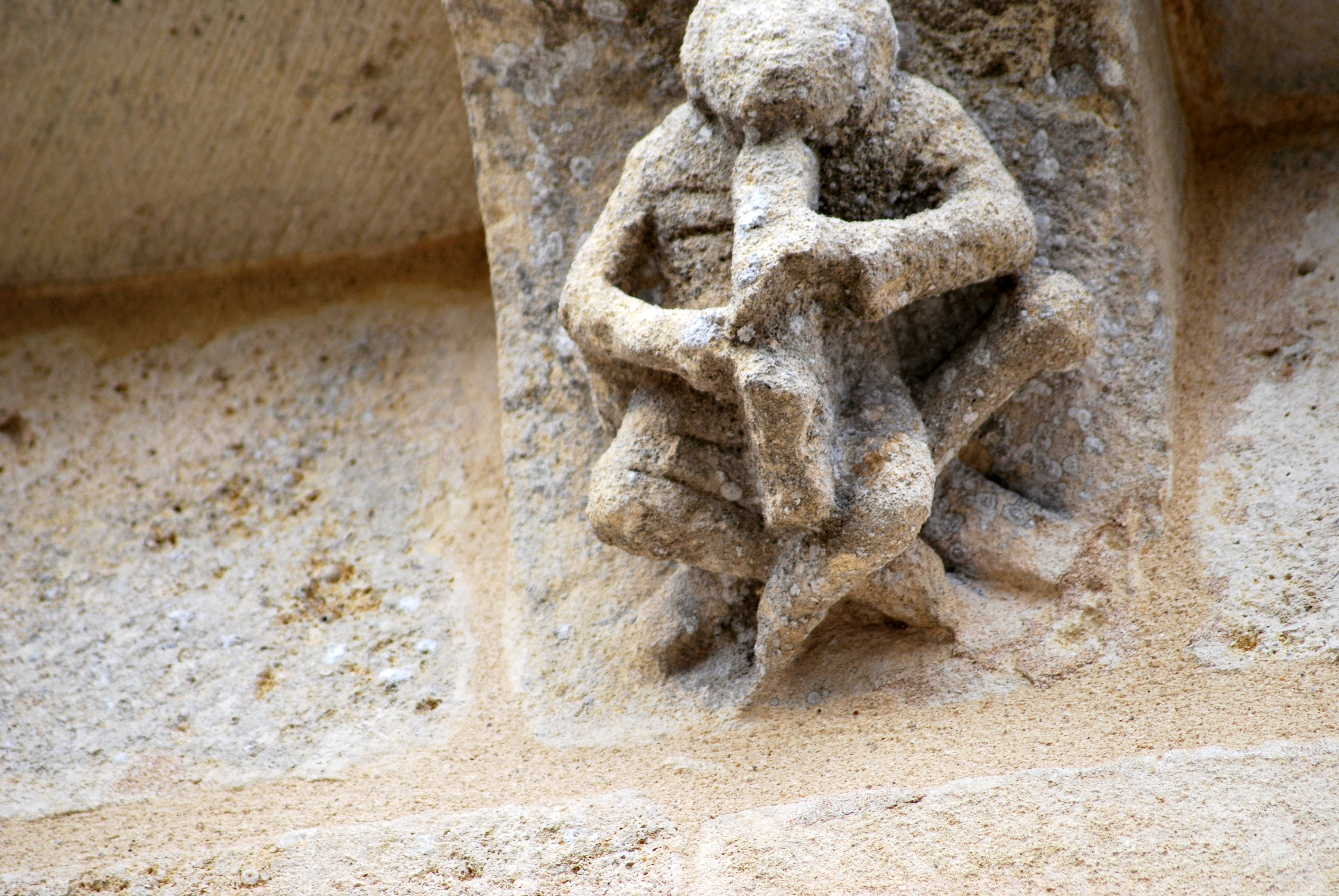
Joueur de Psaltérion
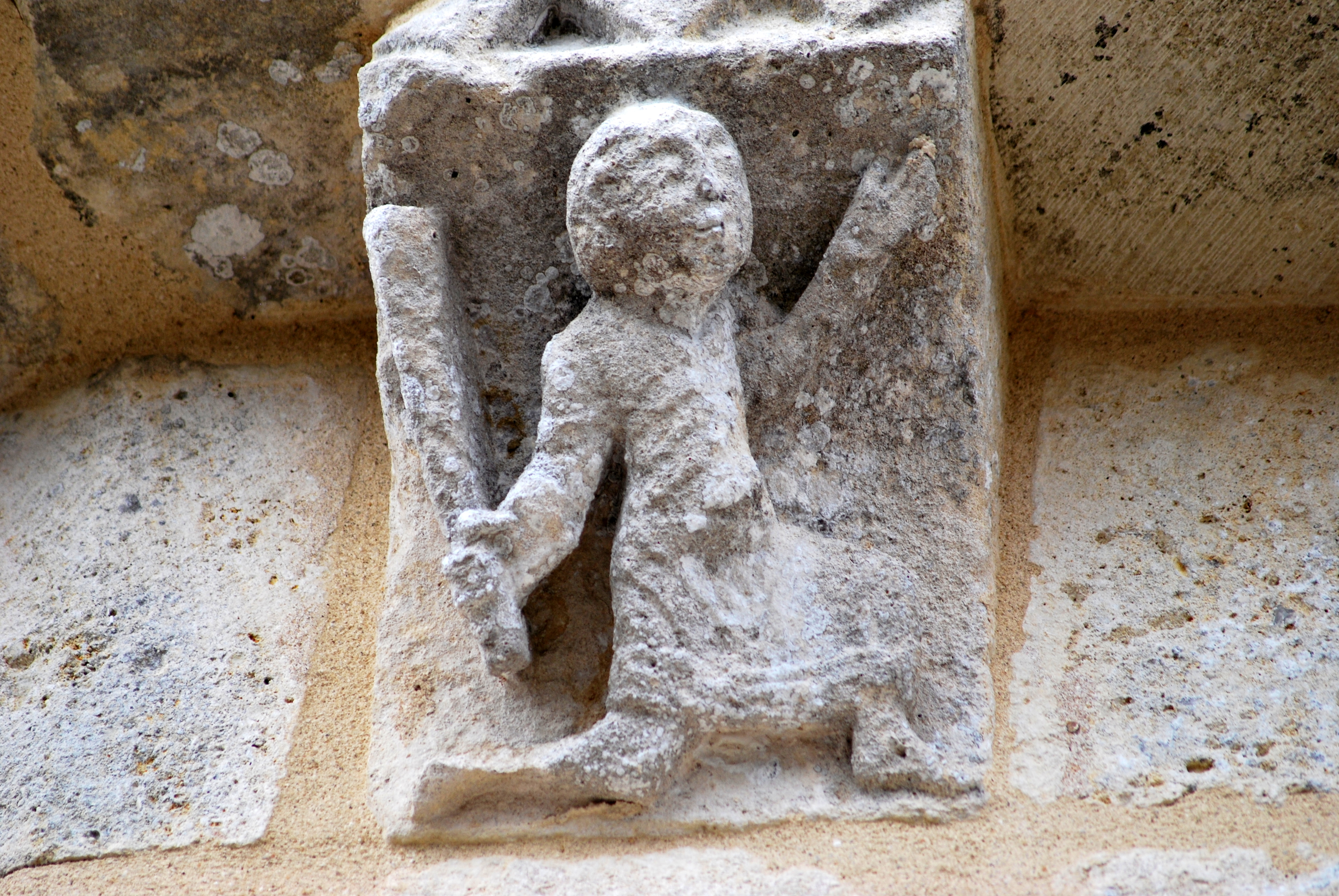
Homme avec massue
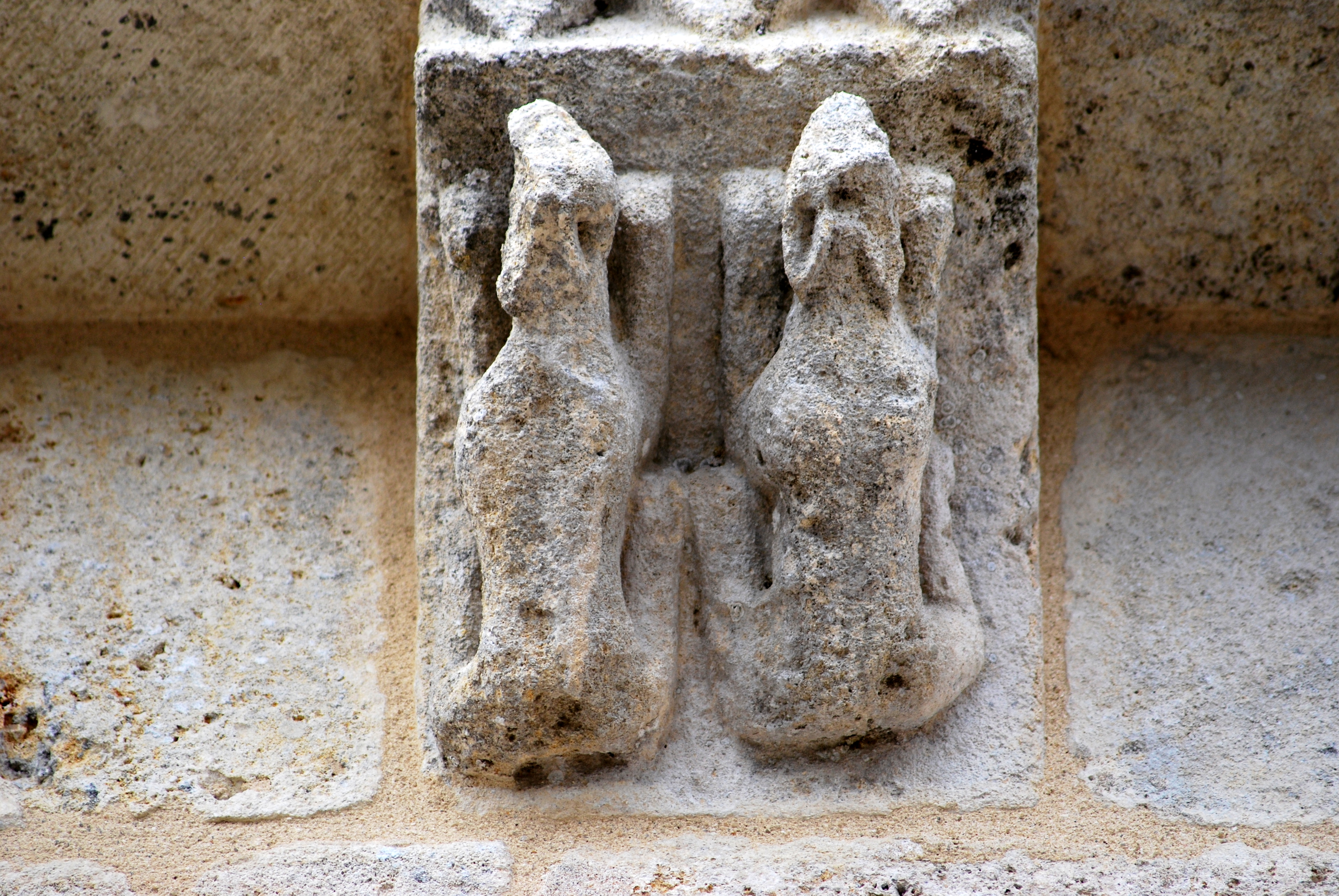
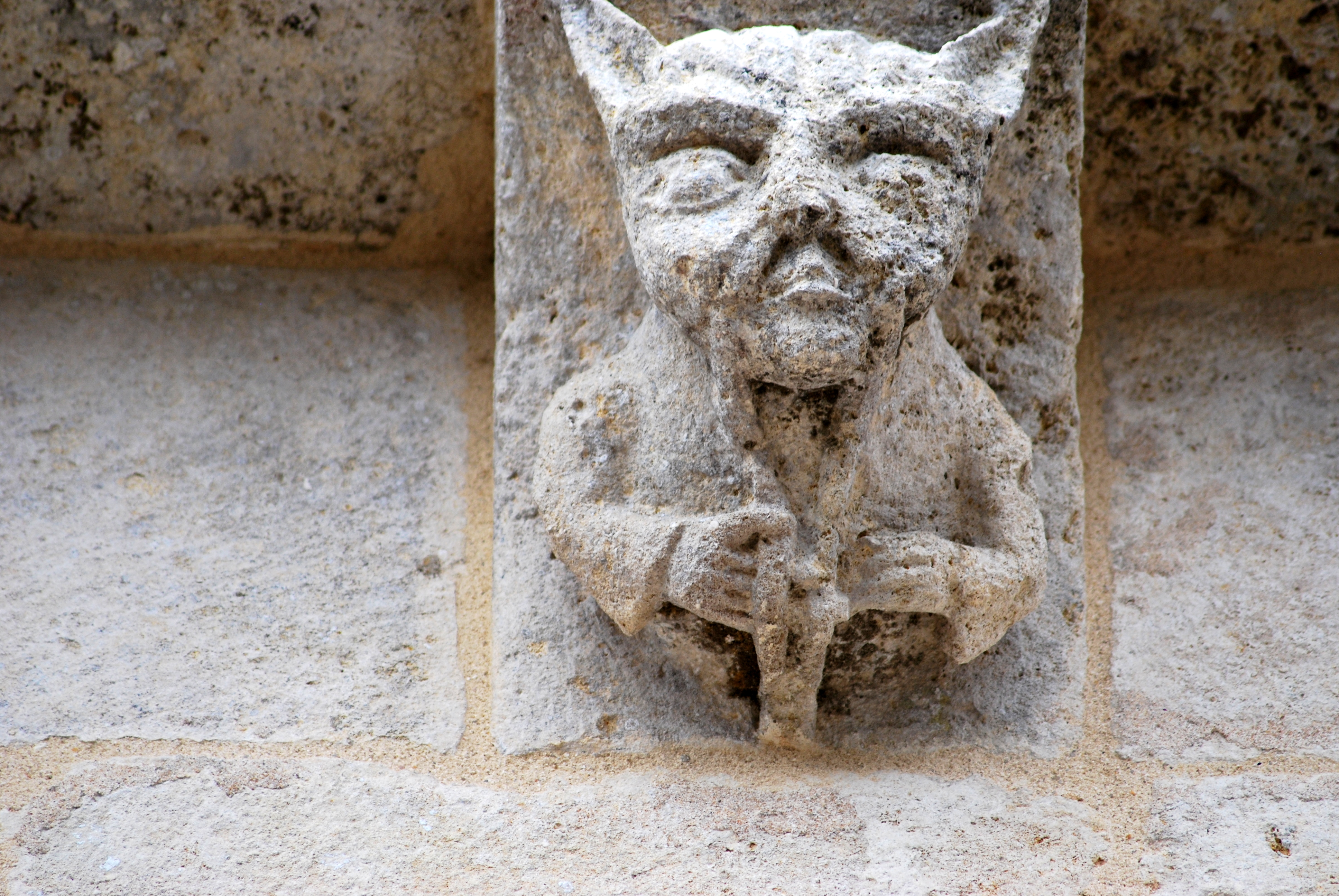
Diablotin
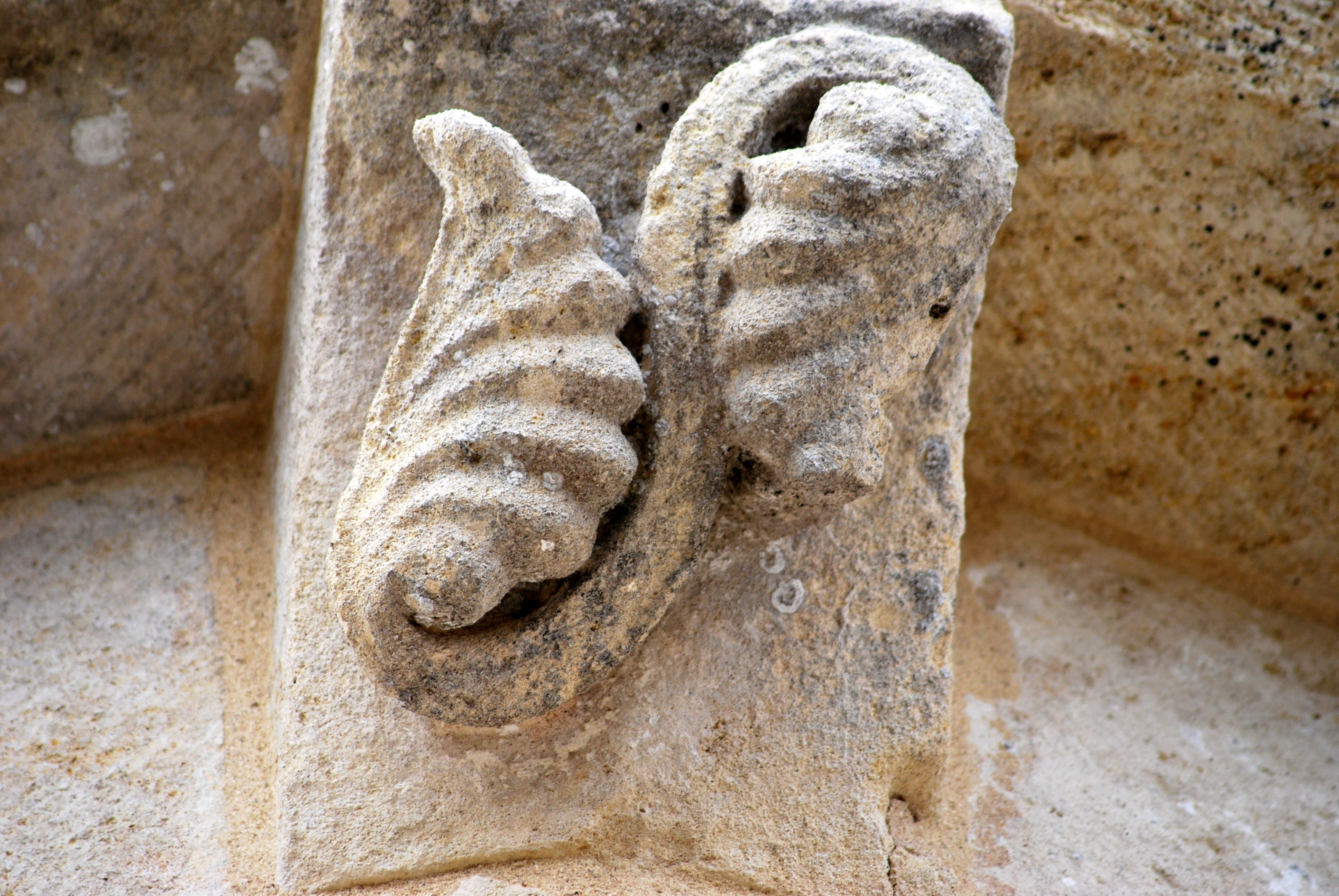
Double feuille
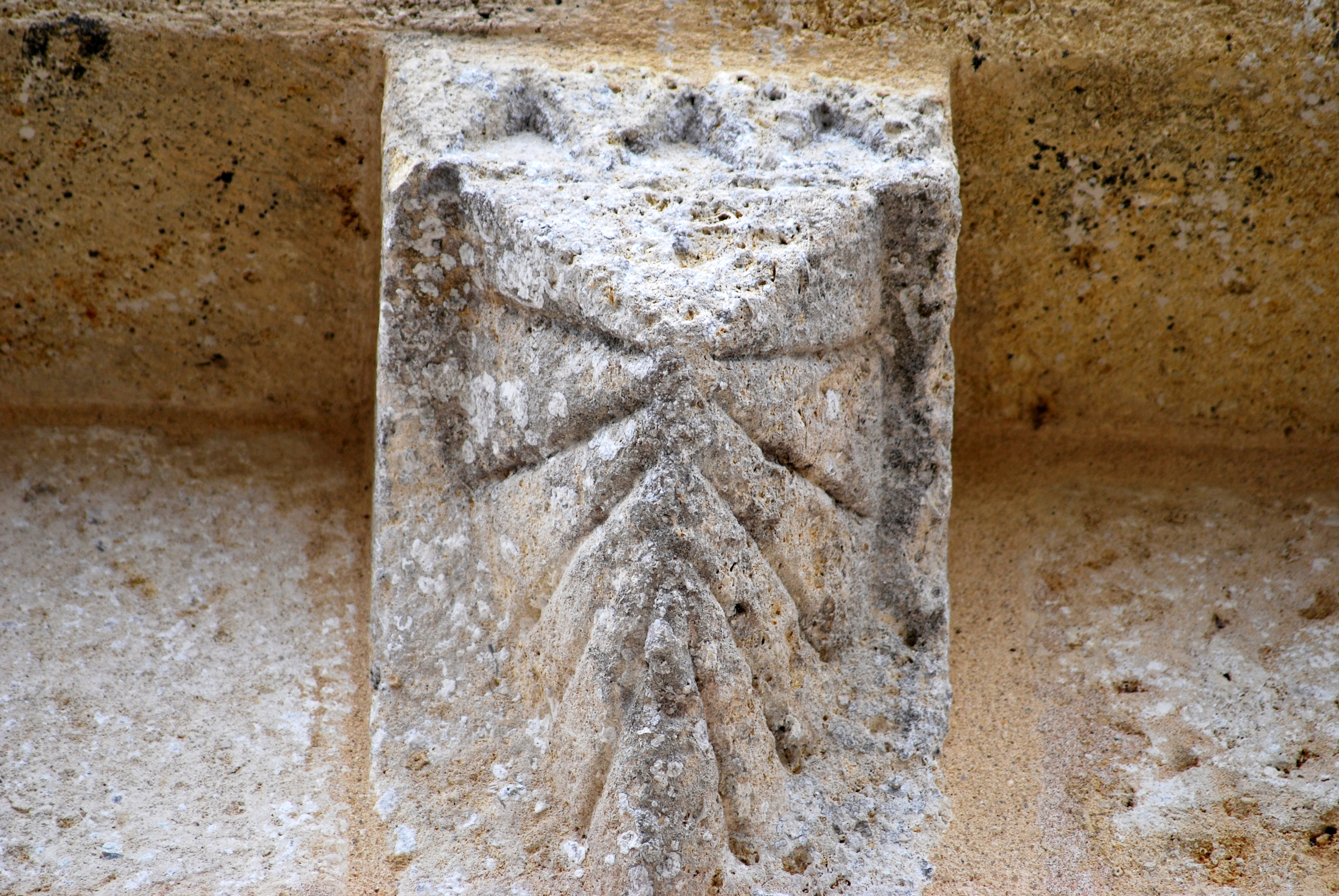
Dessin géométrique
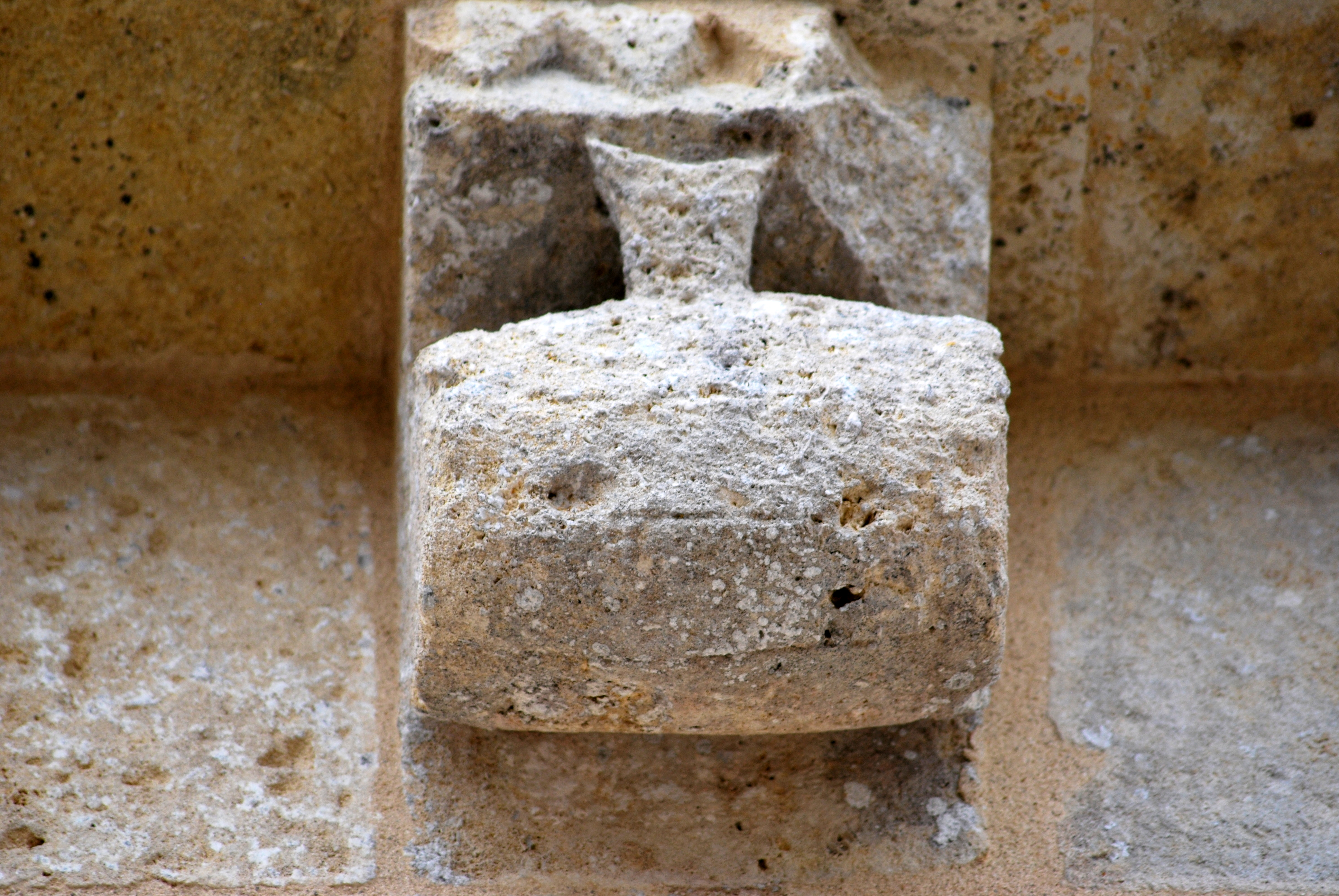
Tonneau de vin
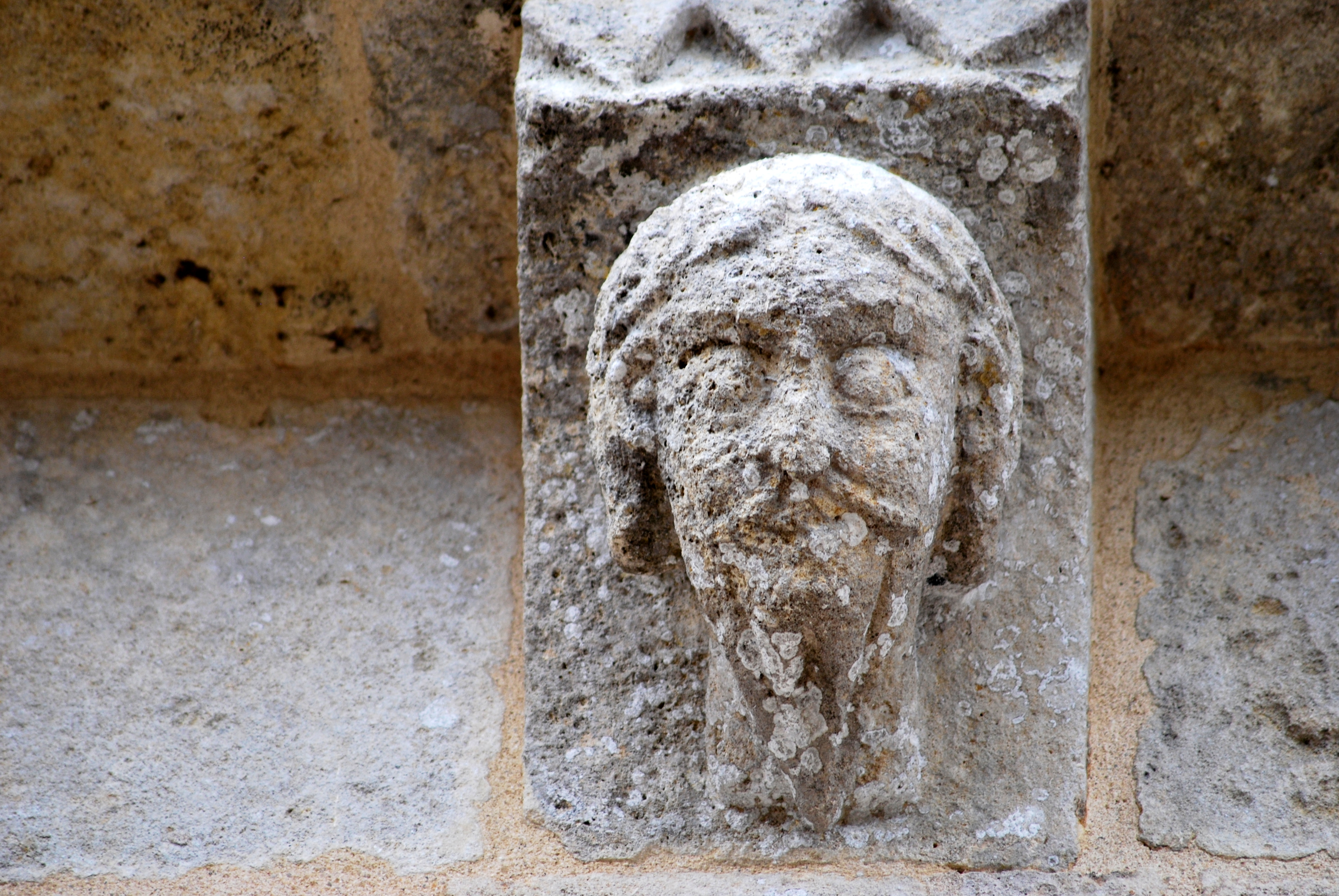
Tête d'un homme
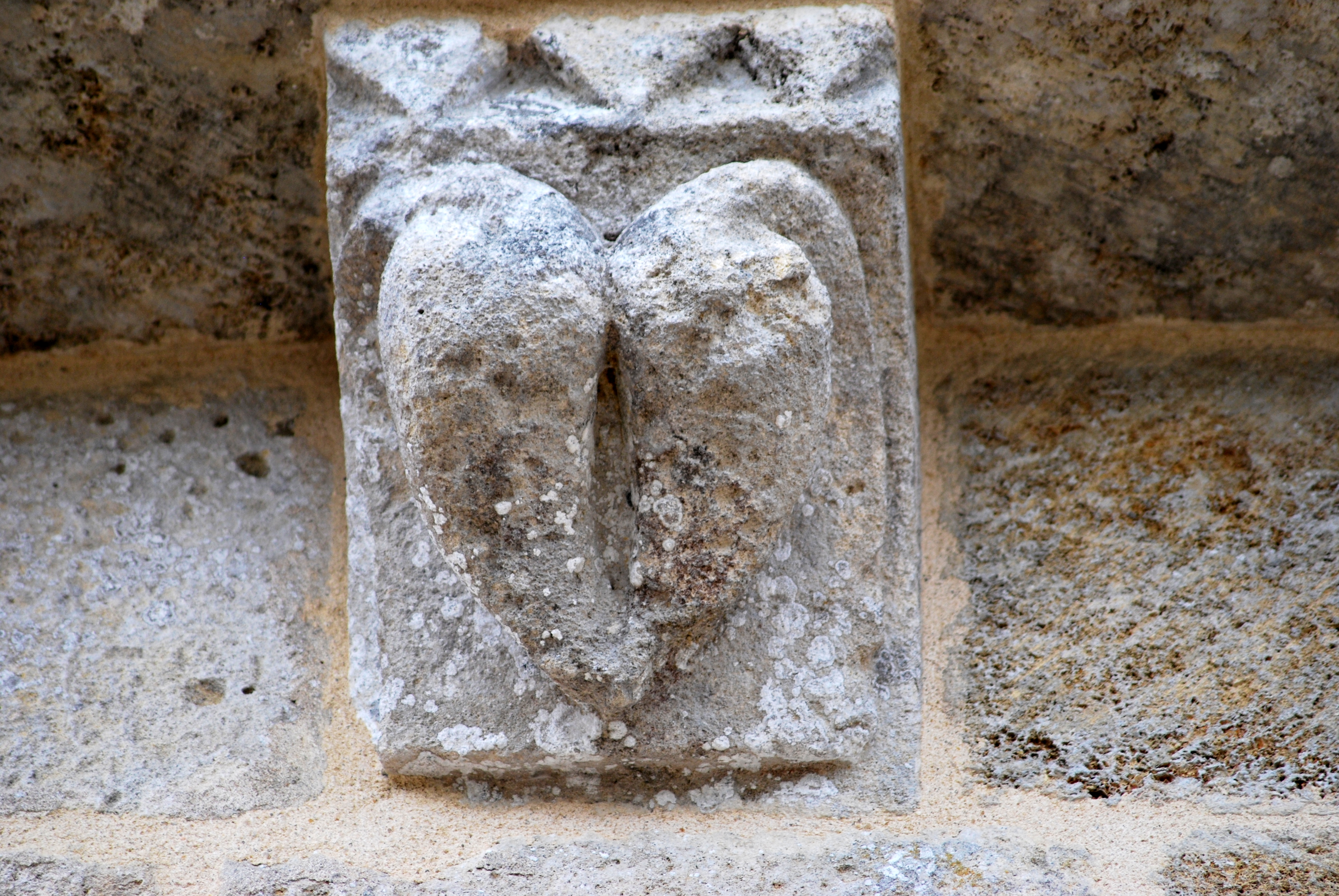
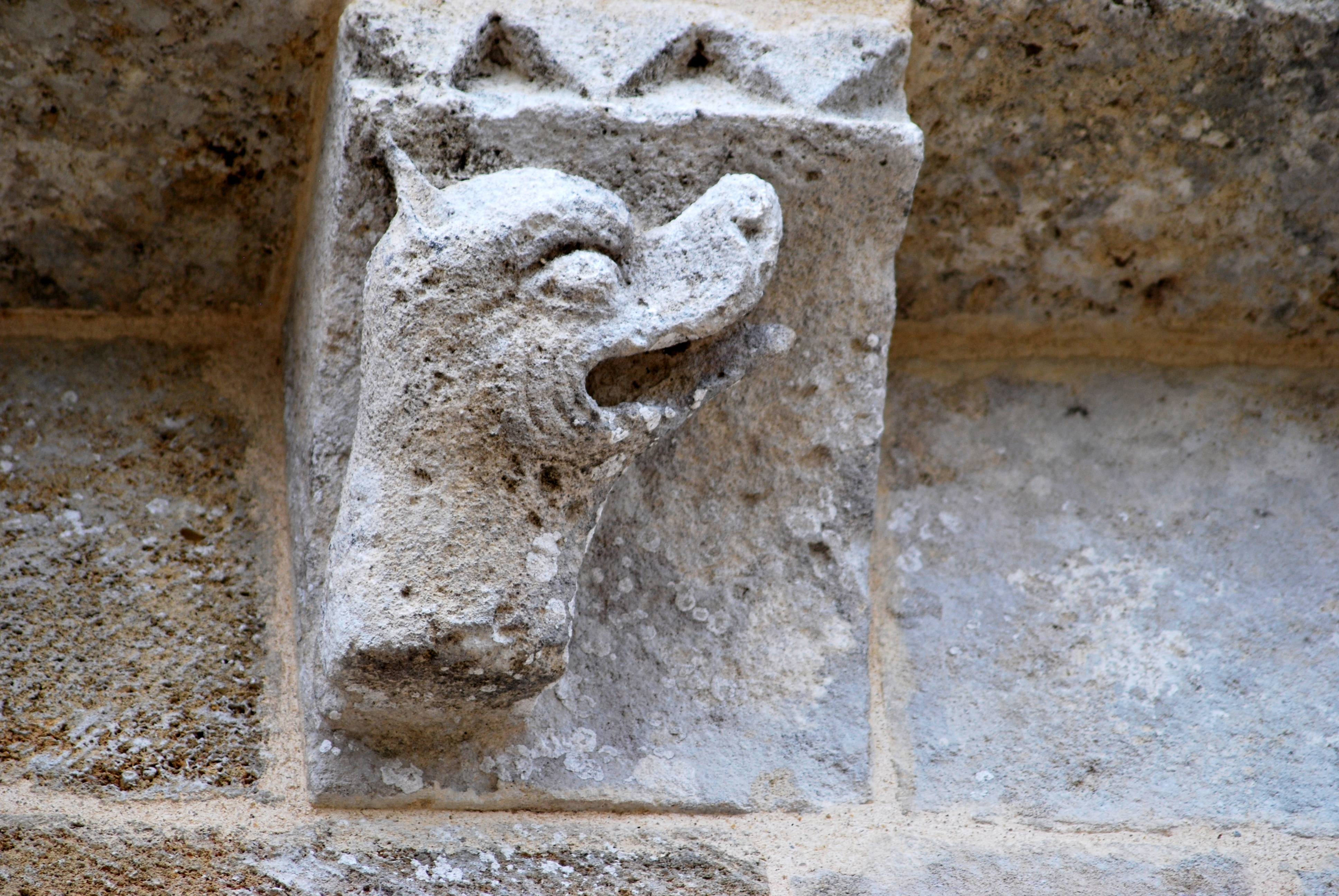
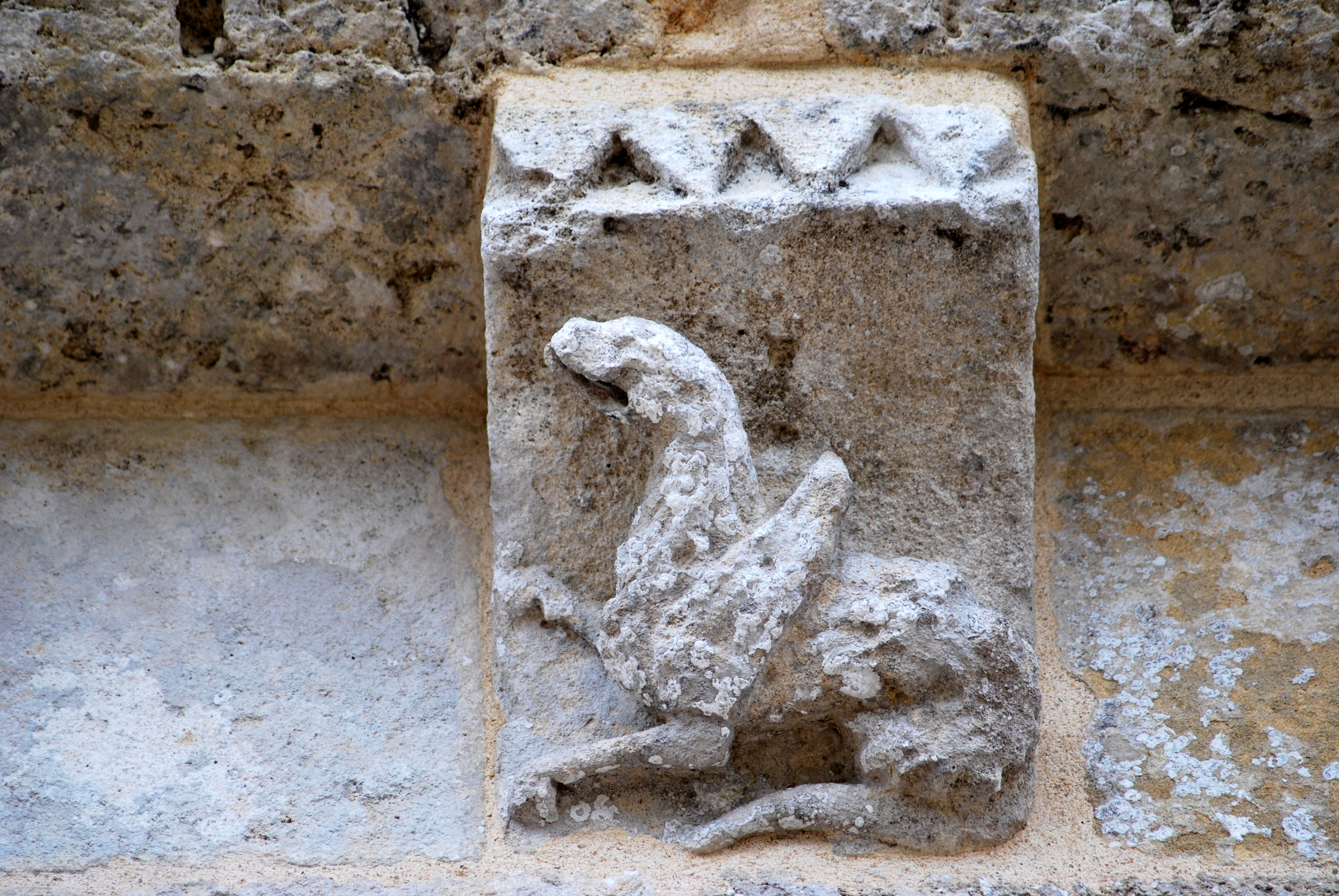
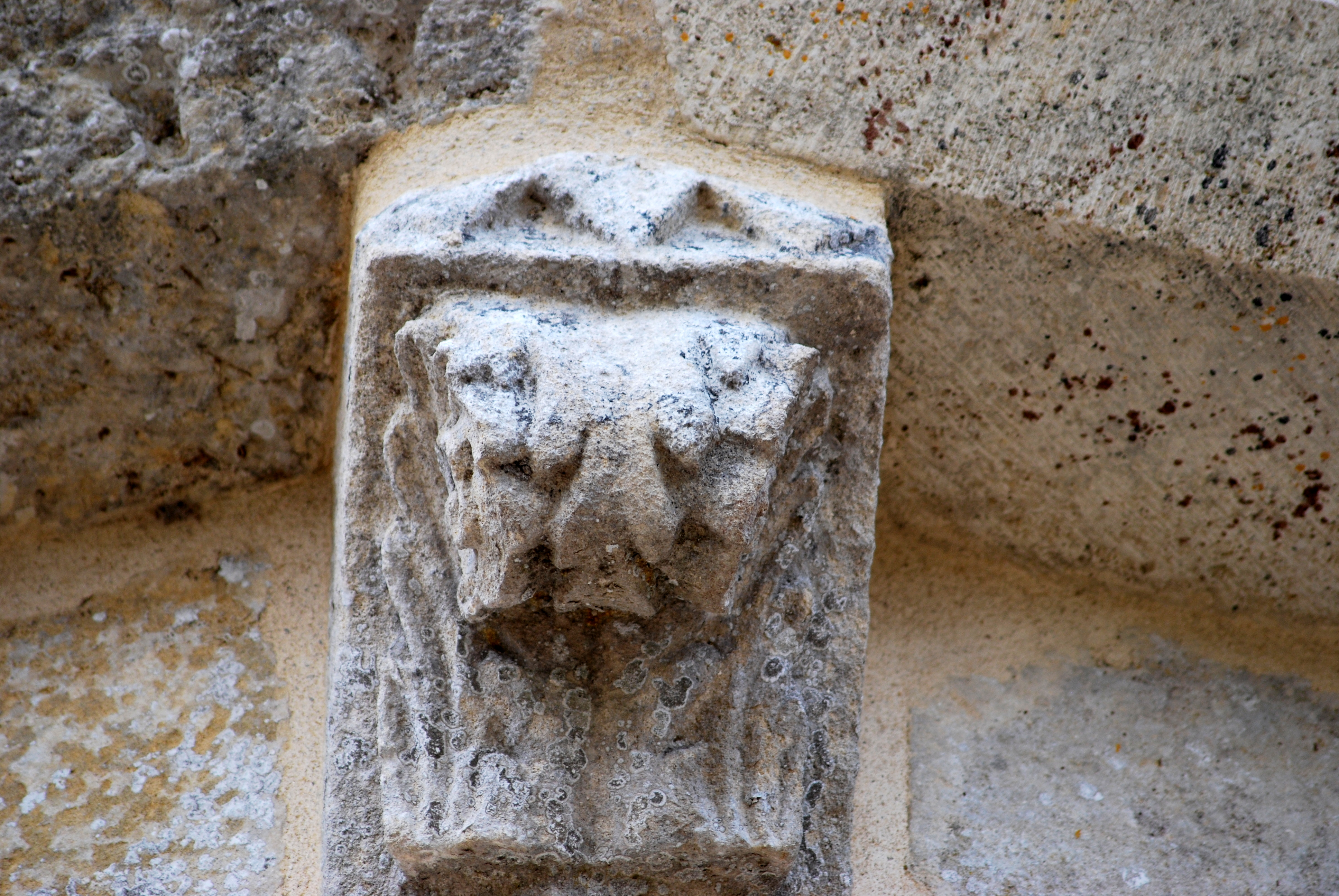
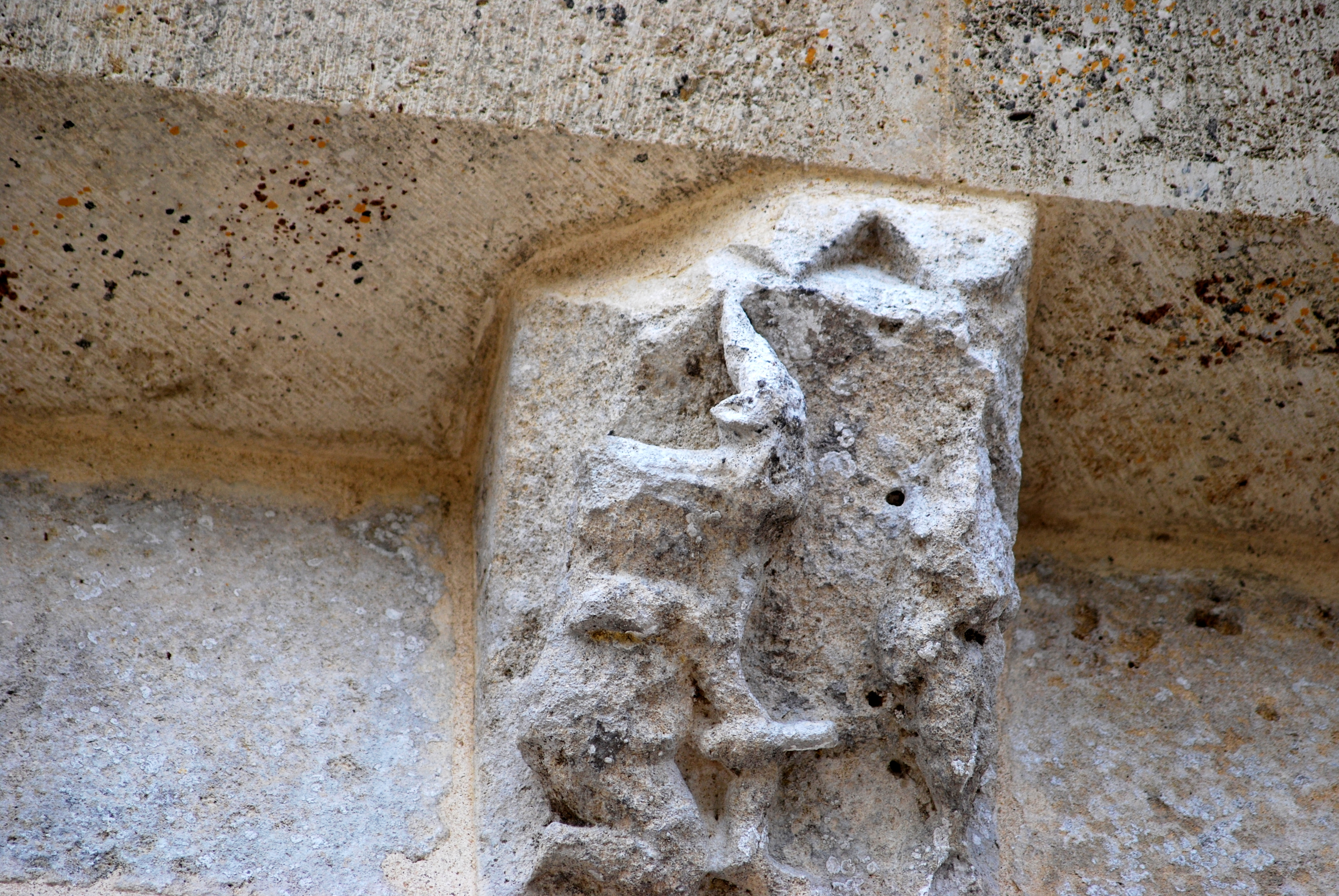
Satyre et femme
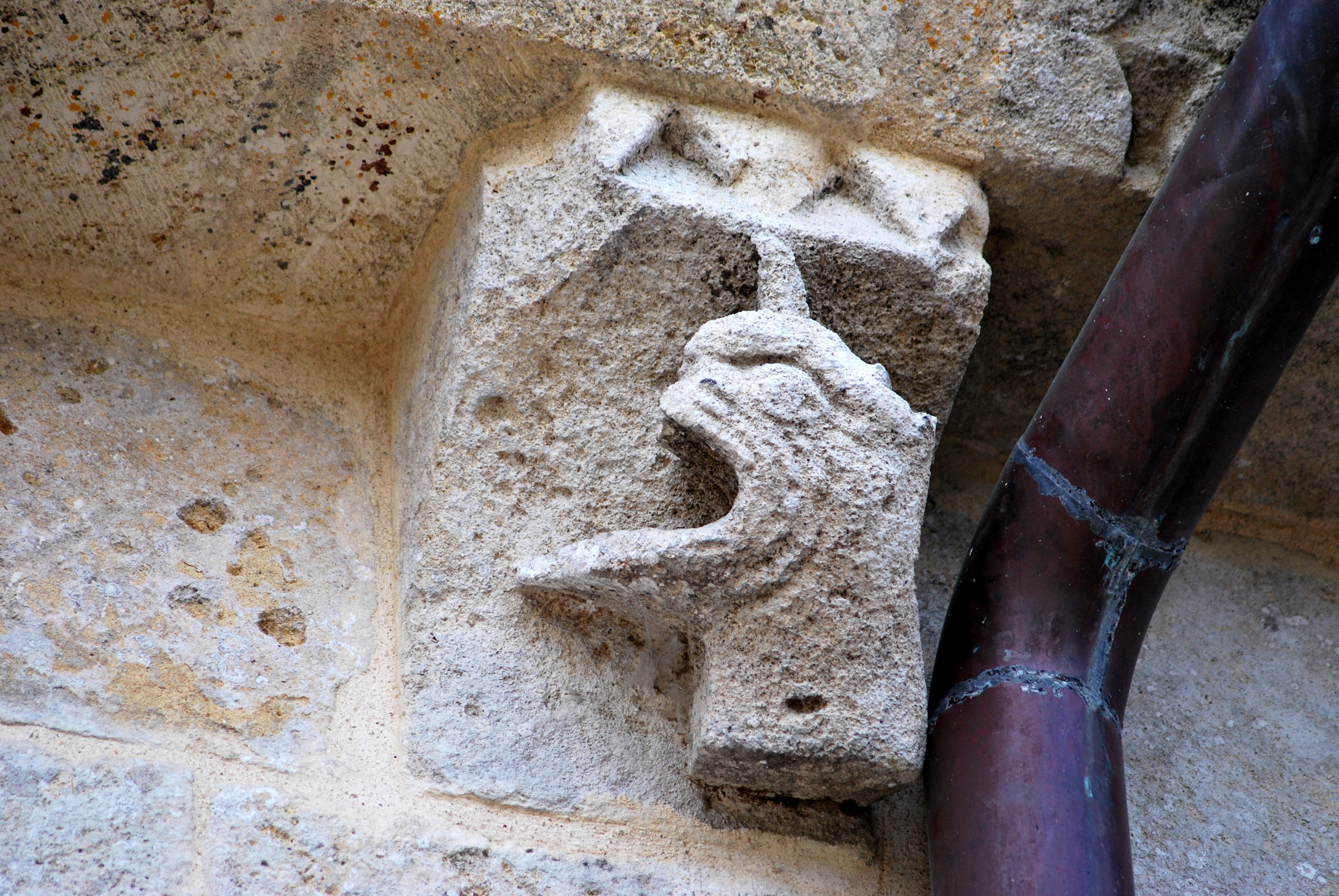
Tête de basilic
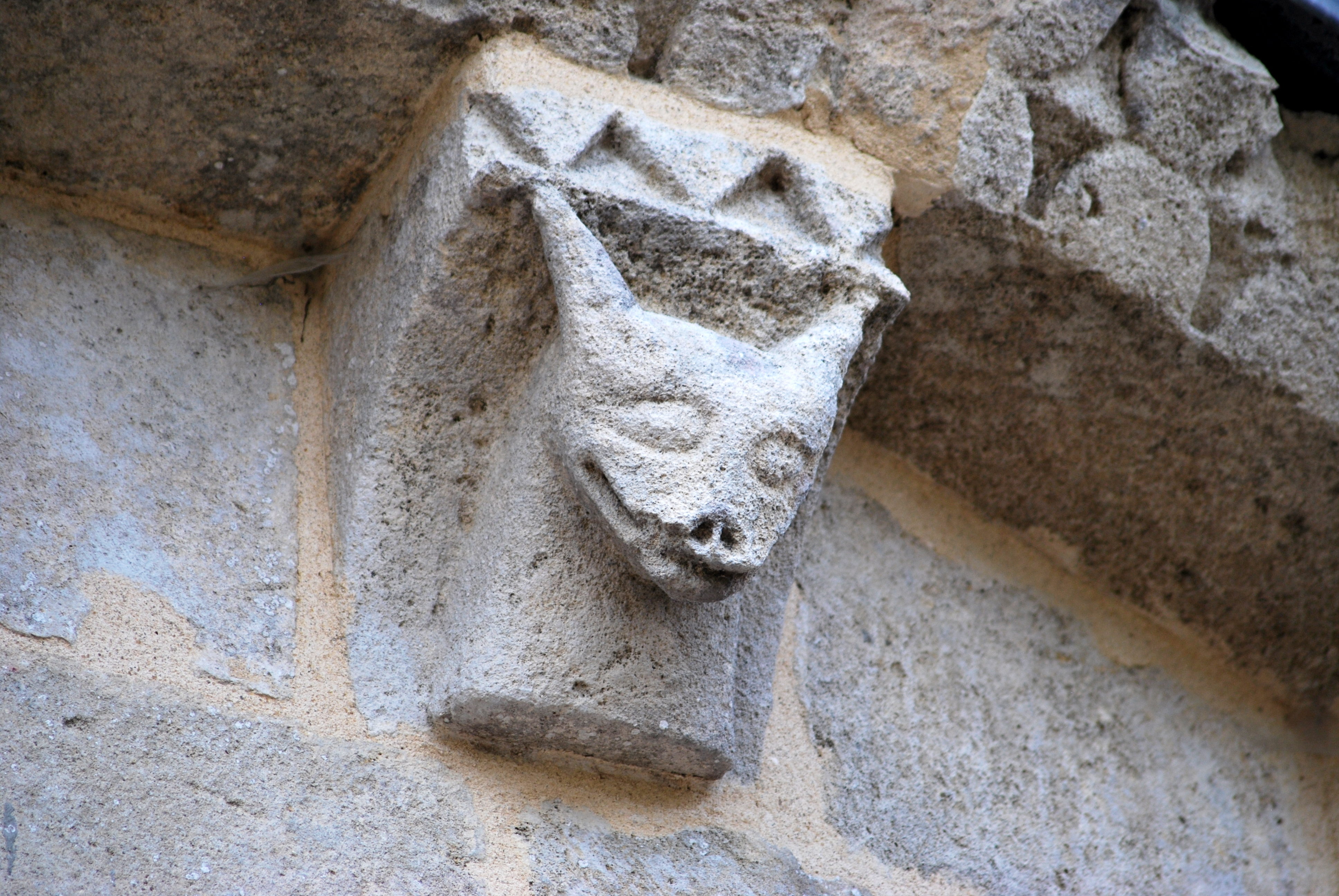
Félin
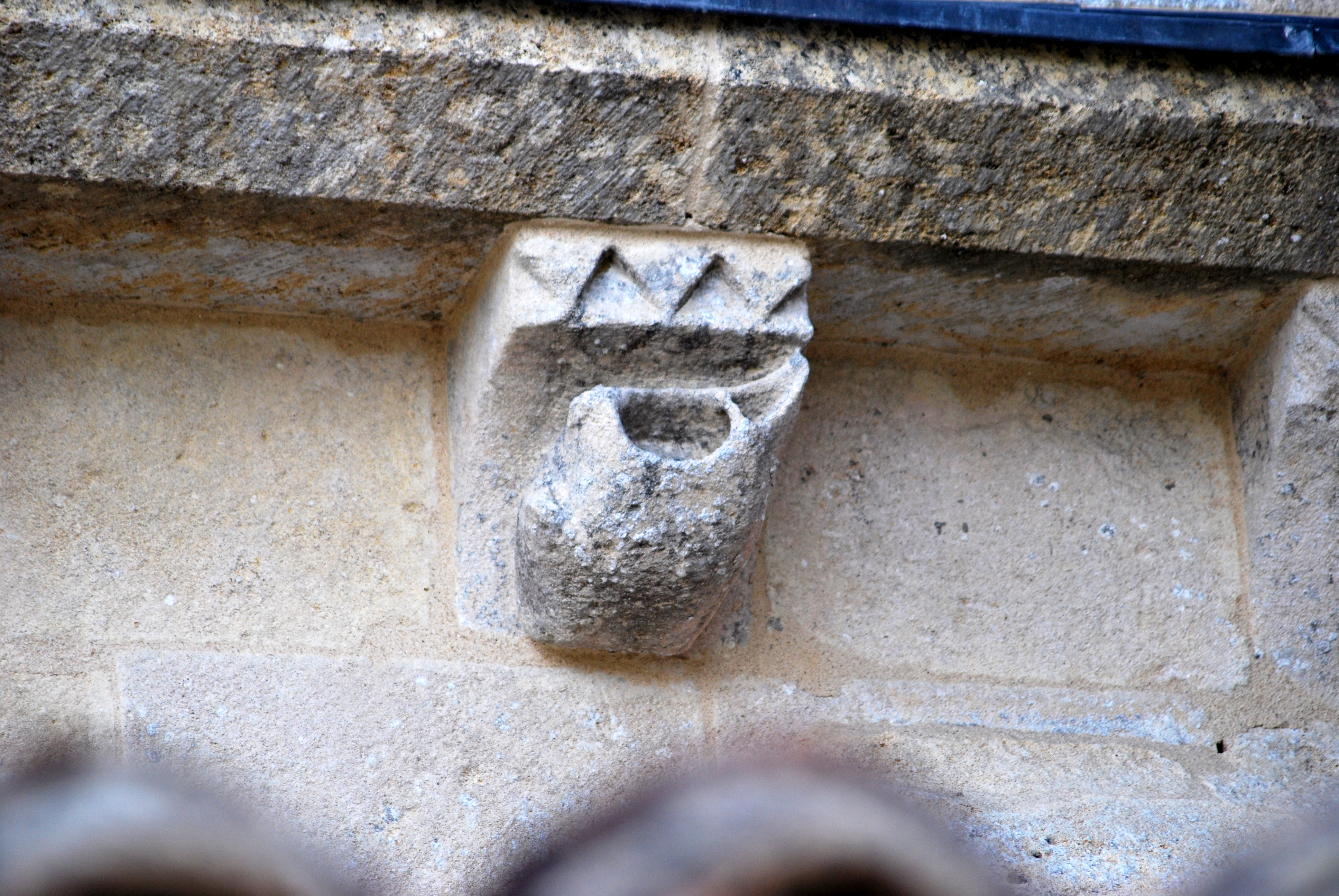
Cruche
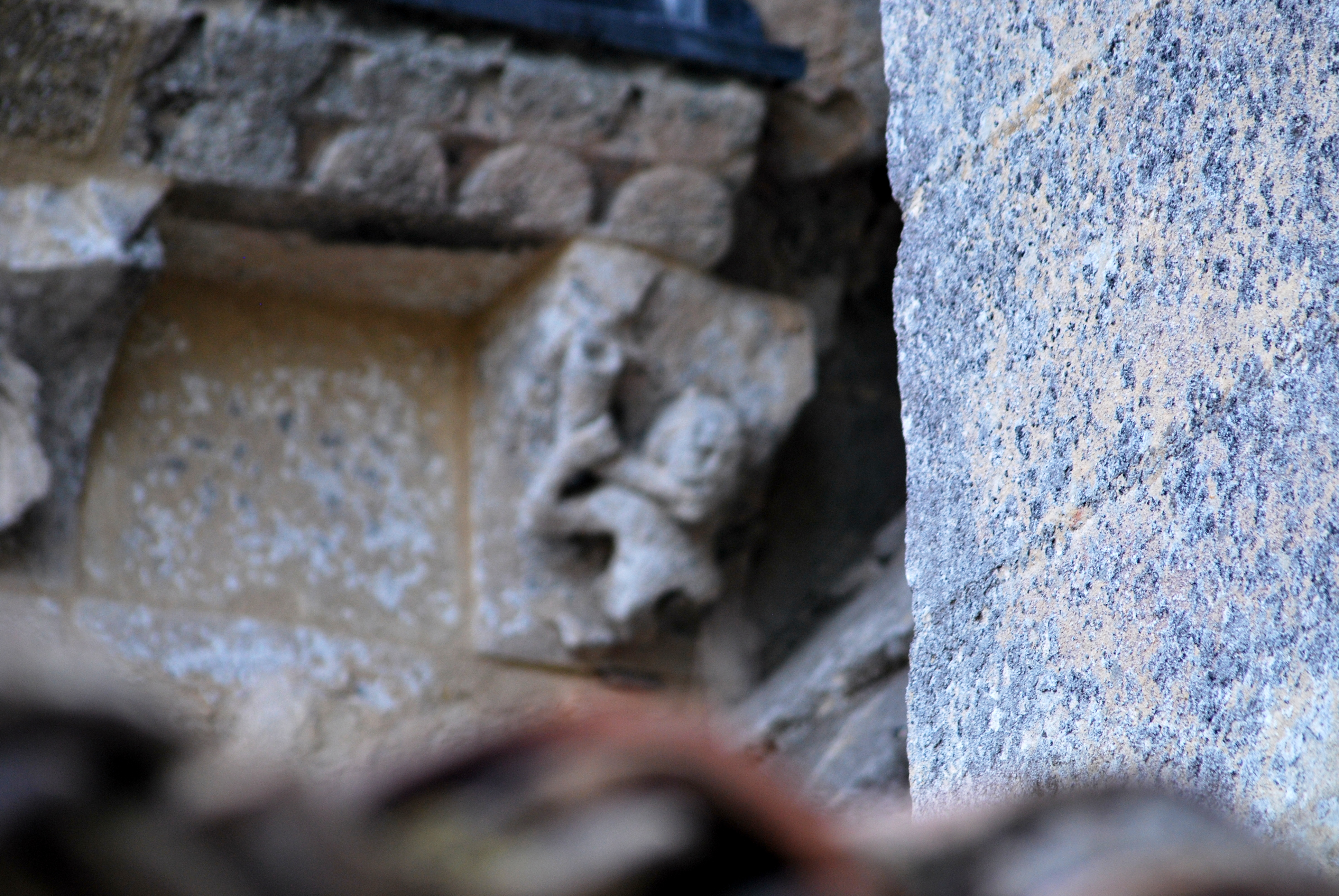
Joueur de cor

L’exhibitionniste anal : 
l'homme est nu, à demi accroupi sur les pieds et de dos. Cependant, le haut du corps est de face, le bas du corps nous tourne le dos. D'une main, il entrouvre ses fesses et de l'autre, il indique, avec l'index, son anus.
Le Centaure : 
dans l'ensemble des modillons romans, il y a un rapprochement trop fréquent pour être fortuit d'un Centaure avec des figures sataniques ou libidineuses (serpents, dragons, basilics, sirènes, obscènes et luxures traditionnelles) où le Centaure est en train de viser avec sa flèche ou la flèche décochée transperce l'adversaire. Le Centaure, figure mythologique, est un émissaire de la rétribution divine et il vise l’exhibitionniste !
Satyre et Femme : 
ce modillon a souffert des ravages de l'iconoclasme. On voit les restes d'une femme nue se tenant debout devant un homme nu agenouillé, avec un phallus pointu. Il a deux petites cornes (signe diabolique) au-dessus des oreilles, pour montrer que l’œuvre de chair est celle de Satan.